# Project Earth: Starmageddon
Project Earth: Starmageddon — компьютерная игра, космическая 3D стратегия в реальном времени, выпущенная 26 апреля 2002 года DreamCatcher Games для Microsoft Windows. В игре представлены три расы: люди, демоны и витечи. Играть можно только за первые две. За каждую из рас по десять миссий. Суть миссий заключается в добыче ресурсов из астероидов, строительстве космофлота и победе над противником.